# 1212 Francette
1212 Francette è un asteroide della fascia principale del diametro medio di circa 82,13 km. Scoperto nel 1931 da Louis Bayer presso l'osservatorio di Algeri, presenta un'orbita caratterizzata da un semiasse maggiore pari a 3,9455668 UA e da un'eccentricità di 0,1895043, inclinata di 7,59065° rispetto all'eclittica.
Il suo nome è in onore della moglie dello scopritore.